# Кіровська селищна рада (Краснолиманський район)
Кі́ровська се́лищна ра́да — колишня адміністративно-територіальна одиниця та орган місцевого самоврядування у Краснолиманському районі Донецької області. Адміністративний центр — селище міського типу Кіровськ. 17 листопада 2015 року селищна рада ліквідована у зв'язку з входженням до Краснолиманської міської об'єднаної територіальної громади.
Населення ради становило 4603 особи (станом на 2001 рік).
Раді підпорядковувалися смт Кіровськ і село Торське.

## Склад ради
В останньому скликанні рада складалася з 25 депутатів та голови.
- Голова ради: Мікулін Олексій Іванович
- Секретар ради: Токмакова Валентина Олександрівна

### Керівний склад попередніх скликань
| Прізвище, ім'я, по батькові | Основні відомості                                                                      | Дата обрання | Дата звільнення |
| --------------------------- | -------------------------------------------------------------------------------------- | ------------ | --------------- |
| Роменський Леонід Іванович  | Селищний голова, 1954 року народження, член Партії регіонів                            | 26.03.2006   | 01.03.2007      |
| Мікулін Олексій Іванович    | Селищний голова, 1968 року народження, освіта середня спеціальна, член Партії регіонів | 29.07.2007   | 31.10.2010      |
| Мікулін Олексій Іванович    | Селищний голова, 1968 року народження, освіта середня спеціальна, член Партії регіонів | 31.10.2010   | 17.11.2015      |

Примітка: таблиця складена за даними сайту Верховної Ради України

### Депутати
За результатами місцевих виборів 2010 року депутатами ради стали:

#### За суб'єктами висування
| Суб'єкт висування           | Кількість обраних депутатів | %  |
| --------------------------- | --------------------------- | -- |
| Партія регіонів             | 24                          | 96 |
| Комуністична партія України | 1                           | 4  |

#### За округами
| № округу                    | Прізвище, ім'я, по батькові       | Дата визнання обраним | Освіта             | Партійна приналежність            | Відомості про обраного депутата                                                         |
| --------------------------- | --------------------------------- | --------------------- | ------------------ | --------------------------------- | --------------------------------------------------------------------------------------- |
| Комуністична партія України |                                   |                       |                    |                                   |                                                                                         |
| 11                          | Зозуля Іван Олексійович           | 01.11.2010            | середня спеціальна | член Комуністичної партії України | пенсіонер                                                                               |
| Партія регіонів             |                                   |                       |                    |                                   |                                                                                         |
| 1                           | Олійник Наталія Антонівна         | 01.11.2010            | вища               | член Партії регіонів              | ВАТ Донрибкомбінат, старший бухгалтер                                                   |
| 2                           | Дуравкіна Тетяна Іванівна         | 01.11.2010            | середня спеціальна | член Партії регіонів              | міський будинок культури, директор                                                      |
| 3                           | Сєрокурова Олена Іванівна         | 01.11.2010            | середня спеціальна | член Партії регіонів              | Кіровська загальноосвітня школа, завгосп                                                |
| 4                           | Горобець Галина Миколаївна        | 01.11.2010            | вища               | член Партії регіонів              | Кіровська загальноосвітня школа, заступник директора                                    |
| 5                           | Сідаш Любов Іванівна              | 01.11.2010            | середня спеціальна | позапартійна                      | територіальний центр, соціальний працівник                                              |
| 6                           | Сегеда-Дьоміна Тетяна Олексіївна  | 01.11.2010            | вища               | позапартійна                      | Кіровська загальноосвітня школа, вчитель                                                |
| 7                           | Олефіренко Володимир Васильович   | 01.11.2010            | середня            | член Партії регіонів              | територіальний центр, соціальний працівник                                              |
| 8                           | Біленець Алла Петрівна            | 01.11.2010            | вища               | позапартійна                      | дошкільний навчальний заклад с. Торське, завідувачка                                    |
| 9                           | Шилов Юрій Олексійович            | 01.11.2010            | середня            | член Партії регіонів              | Краснолиманський горгаз, слюсар                                                         |
| 10                          | Деревягіна Валентина Яківна       | 01.11.2010            | вища               | член Партії регіонів              | Краснолиманський терцентр, соціальний працівник                                         |
| 12                          | Любченко Зінаїда Петрівна         | 01.11.2010            | вища               | член Партії регіонів              | пенсіонер                                                                               |
| 13                          | Діденко Олександр Григорович      | 01.11.2010            | середня            | позапартійний                     | приватний підприємець                                                                   |
| 14                          | Зозуля Галина Петрівна            | 01.11.2010            | середня            | позапартійна                      | Кіровський дитячий садок, помічник вихователя                                           |
| 15                          | Діденко Наталія Миколаївна        | 01.11.2010            | середня            | член Партії регіонів              | Кіровська селищна рада, інспектор                                                       |
| 16                          | Сідорка Галина Анатоліївна        | 01.11.2010            | середня спеціальна | член Партії регіонів              | Кіровська амбулаторія, акушерка                                                         |
| 17                          | Фесенко Володимир Петрович        | 01.11.2010            | вища               | член Партії регіонів              | Управління агропромислового розвитку Краснолиманської міської ради, головний спеціаліст |
| 18                          | Роменська Ірина Миколаївна        | 01.11.2010            | вища               | член Партії регіонів              | Кіровська селищна рада, бухгалтер                                                       |
| 19                          | Токмакова Валентина Олександрівна | 01.11.2010            | середня спеціальна | член Партії регіонів              | Кіровська селищна рада, секретар                                                        |
| 20                          | Рибіна Людмила Василівна          | 01.11.2010            | вища               | член Партії регіонів              | Торська загальноосвітня школа, заступник директора                                      |
| 21                          | Журавльова Тетяна Василівна       | 01.11.2010            | вища               | позапартійна                      | Торський БНТ, директор                                                                  |
| 22                          | Яковенко Лілія Вікторівна         | 01.11.2010            | середня спеціальна | член Партії регіонів              | Торська загальноосвітня школа, вчитель                                                  |
| 23                          | Кошкіна Надія Василівна           | 01.11.2010            | середня спеціальна | член Партії регіонів              | дошкільний навчальний заклад с. Торське, вихователь                                     |
| 24                          | Муравльова Олена Миколаївна       | 01.11.2010            | вища               | член Партії регіонів              | Краснолиманська міська рада, головний спеціаліст                                        |
| 25                          | Боярська Людмила Анатоліївна      | 01.11.2010            | вища               | член Партії регіонів              | Торська загальноосвітня школа, вчитель                                                  |